# Смолянка (притока Вересочи)
Смоля́нка — річка в Україні, у Ніжинському й Куликівському районах Чернігівської області. Права притока річки Вересоч (басейн Дніпра).

## Опис
Довжина річки приблизно 16,5 км.

## Розташування
Бере початок на північному сході від Переходівки. Тече переважно на північний схід через Стодоли і на південному сході від Дроздівки впадає в річку Вересоч, ліву притоку Десни.